# Governatori generali di Ceylon
Quello che segue è un elenco di governatori generali di Ceylon, dalla fondazione della colonia ad opera dei portoghesi nel 1518 sino alla proclamazione dell'indipendenza dal Regno Unito ed alla fondazione della repubblica nel 1972 con la sostituzione del capo di stato dal monarca del Regno Unito ad un presidente locale.

## Residenza
La residenza ufficiale e l'ufficio del governatore generale era presso la Queen's House (ora President's house) a Colombo. Altre residenze includevano:
- il Queen's Pavilion, a Kandy;
- il Queen's Cottage, a Nuwara Eliya.

## Capitani portoghesi di Ceylon (1518-1551)
- João da Silveira, 1518-1518
- Lopo de Brito, 1518-1522
- Fernão Gomes de Lemos, 1522-1524

incarico vacante dal 1524 al 1551

## Capitani maggiori portoghesi di Ceylon (1551-1594)
- João Henriques, 1551-1552
- Diogo de Melo Coutinho, 1552, 1ª volta
- Duarte de Eça, 1552-1553
- Fernão Carvalho, 1553-1555
- Afonso Pereira de Lacerda, 1555-1559
- Jorge de Meneses Baroche, 1559-1560
- Baltasar Guedes de Sousa, 1560-1564
- Pedro de Ataíde Inferno, 1564-1565
- Diogo de Melo, 1565-1568
- Fernando de Monroy, 1568-1570
- Diogo de Melo Coutinho, 1570-1572, 2ª volta
- António de Noronha, 1572-1575
- Fernando de Albuquerque, 1575-1578
- Manuel de Sousa Coutinho, 1578-1583
- João de Correia de Brito, 1583-1590
- Simão de Brito, 1590-1591
- Pedro Homem Pereira, 1591-1594

## Capitani generali portoghesi di Ceylon (1594-1658)
- Pedro Lopes de Sousa, 1594
- Jerónimo de Azevedo, 1594-1613
- Francisco de Meneses, 1613-1614
- Manuel Mascarenhas Homem, 1614-1616
- Nuno Álvares Pereira, 1616-1618
- Constantino de Sá de Noronha, 1618-1622, 1ª volta
- Jorge de Albuquerque, 1622-1623
- Constantino de Sá de Noronha, 1623-1630, 2ª volta
- Filipe Mascarenhas, 1630-1631, 1ª volta
- Jorge de Almeida, 1631-1633, 1ª volta
- Diogo de Melo de Castro, 1633-1635, 1ª volta
- Jorge de Almeida, 1635-1636, 2ª volta
- Diogo de Melo de Castro, 1636-1638, 2ª volta
- António Mascarenhas, 1638-1640
- Filipe Mascarenhas, 1640-1645, 2ª volta
- Manuel Mascarenhas Homem, 1645-1653
- Francisco de Mello e Castro, 1653-1655
- António de Sousa Coutinho, 1655-1656
- António de Amaral de Meneses, 1656-1658

## Governatori di Ceylon olandese (1640-1796)
- Willem Jacobszoon Coster 13 marzo - 1 agosto 1640
- Jan Thyszoon Payart, 1640-1646
- Joan Maetsuyker, 1646-1650
- Jacob van Kittensteyn, 1650-1653
- Adriaan van der Meyden, 1653-1660, 1ª volta
- Rijckloff van Goens, 1660-1661, 1ª volta
- Adriaan van der Meyden, 1661-1663, 2ª volta
- Rijckloff van Goens, 1663, 2ª volta
- Jacob Hustaert, 1663-1664
- Adriaen Roothaes, 1664-1665, formalmente
- Rijckloff van Goens, 1665-1675, 3ª volta
- Ryklof van Goens de jonge, 1675-1679
- Laurens van Pyl, 1679-1693
- Thomas van Rhee, 1693-1695, 1ª volta
- Paulus van Rhoo, 29 gennaio - 30 luglio 1695, formalmente
- Thomas van Rhee, 1695-1697, 2ª volta
- Gerrit de Heere, 1697-1702
- Cornelis Joan Simons, 1703-1707
- Hendrik Becker, 1707-1716
- Isaak Augustijn Rumpf, 1716-1723
- Arnold Moll, 1723-1724, formalmente
- Johannes Hertenberg, 1724-1725
- Joan Paul Schaghen, 1725-1726, formalmente
- Petrus Vuyst, 1726-1729
- Stephanus Versluys, 1729-1732
- Gualterus Woutersz, 25 agosto - 2 dicembre 1732, formalmente
- Jacob Christiaan Pielat, 1732-1734
- Diederik van Domburg, 1734-1736
- Jan Macaré, 7 giugno - 23 luglio 1736, formalmente
- Gustaaf Willem van Imhoff, 1736-1740
- Willem Maurits Bruyninck, 1740-1742
- Daniel Overbeek, 1742-1743
- Julius Valentyn Stein van Gollenesse, 1743-1751
- Gerard Joan Vreeland, 1751-1752
- Jacob de Jong, 25 febbraio - 10 dicembre 1752, formalmente
- Joan Gideon Loten, 1752-1757
- Jan Schreuder, 1757-1762
- Lubbert Jan van Eck, 1762-1765
- Anthony Mooyart, 13 maggio - 7 agosto 1765
- Iman Willem Falck, 1765-1785
- Willem Jacob van de Graaf, 1785-1794
- Johan van Angelbeek, 1794-1796

## Governatori di Ceylon britannica (1795-1964)

### Governatori militari (1795-1798)
- Patrick Alexander Agnew, 1795-1796
- James Stuart, 1796-1797
- Welbore Ellis Doyle, 1 gennaio - 2 luglio 1797
- Peter Bonnevaux, 2 luglio - 12 luglio 1797
- Pierre Frédéric de Meuron, 1797-1798

### Residente e Sovrintendente (1796–1798)
- Robert Andrews, 1796-1798

### Governatori (1798–1948)
- Frederick North, 1798-1805
- Thomas Maitland, 1805-1811
- John Wilson, 1811-1812, formalmente
- Robert Brownrigg, 1812-1820
- Edward Barnes, 1820-1822, formalmente, 1ª volta
- Edward Paget, 2 febbraio-6 novembre 1822
- James Campbell, 1822-1824
- Edward Barnes, 1824-1831, 2ª volta
- John Wilson, 13 ottobre - 23 ottobre 1831, formalmente
- Robert Wilmot-Horton, 1831-1837
- James Alexander Stewart-Mackenzie, 1837-1841
- Colin Campbell, 1841-1847
- James Emerson Tennent, 19 aprile - 29 maggio 1847
- George Byng, VII visconte Torrington, 1847-1850
- Charles Justin MacCarthy, 18 ottobre - 27 novembre 1850, formalmente
- George William Anderson, 1850-1855
- Charles Justin MacCarthy, 18 gennaio - 11 maggio 1855, formalmente
- Henry George Ward, 1855-1860
- Henry Frederick Lockyer, 30 giugno - 30 luglio 1860, formalmente
- Charles Edmund Wilkinson, 30 luglio - 22 ottobre 1860, formalmente
- Charles Justin MacCarthy, 1860-1863
- Terence O'Brien, 1863-1865, formalmente
- Hercules Robinson, 21 marzo - 16 maggio 1865, formalmente
- Hercules Robinson, 1865-1872
- Henry Turner Irving, 4 gennaio - 4 marzo 1872, formalmente
- William Henry Gregory, 1872-1877
- James Robert Longden, 1877-1883
- John Douglas, 10 luglio - 3 dicembre 1883, formalmente
- Arthur Hamilton-Gordon, 1883-1890
- Arthur Elibank Havelock, 1890-1895
- Edward Noël Walker, 1895-1896
- Joseph West Ridgeway, 1896-1903
- Sir Everard im Thurn, 19 novembre - 3 dicembre 1903, formalmente
- Henry Arthur Blake, 1903-1907
- Hugh Clifford, 11 luglio - 24 agosto 1907, formalmente
- Henry Edward McCallum, 1907-1913
- Reginald Edward Stubbs, 24 gennaio - 18 ottobre 1913, formalmente, 1ª volta
- Robert Chalmers, 1913-1915
- Reginald Edward Stubbs, 1915-1916, formalmente, 2ª volta
- John Anderson, 1916-1918
- Reginald Edward Stubbs, 24 marzo - 10 settembre 1918, 3ª volta
- William Henry Manning, 1918-1925
- Cecil Clementi, 1 aprile - 18 ottobre 1925, formalmente
- Edward Bruce Alexander, 18 ottobre - 30 novembre 1925, formalmente
- Hugh Clifford, 1925-1927
- Arthur George Murchison Fletcher, 1927-1928
- Herbert Stanley, 1928-1931
- Bernard Henry Bourdillon, 11 febbraio - 11 aprile 1931, formalmente
- Graeme Thomson, 1931-1933
- Graeme Tyrrell, 20 settembre - 23 dicembre 1933, formalmente
- Reginald Edward Stubbs, 1933-1937
- Maxwell MacLagan Wedderburn, 30 giugno - 16 ottobre 1937, formalmente
- Andrew Caldecott, 1937-1944
- Henry Monck-Mason Moore, 1944-1948

## Governatori generali di Ceylon (1948-1972)
- Sir Henry Monck-Mason Moore, 1948-1949
- Sir Herwald Ramsbotham, I visconte Soulbury, 1949-1954
  - Justice C. Nagalingam, 1954, de facto
- Sir Oliver Ernest Goonetilleke, 1954-1962
- William Gopallawa, 1962-1972